# Otto Seiler
Wilhelm Otto Seiler (* 20. Mai 1818 in Dresden; † 25. Oktober 1896 in Noßwitz bei Elsterberg) war ein deutscher Landwirt, Rittergutsbesitzer und als konservativer Politiker Mitglied des Sächsischen Landtags (II. Kammer, später I. Kammer).

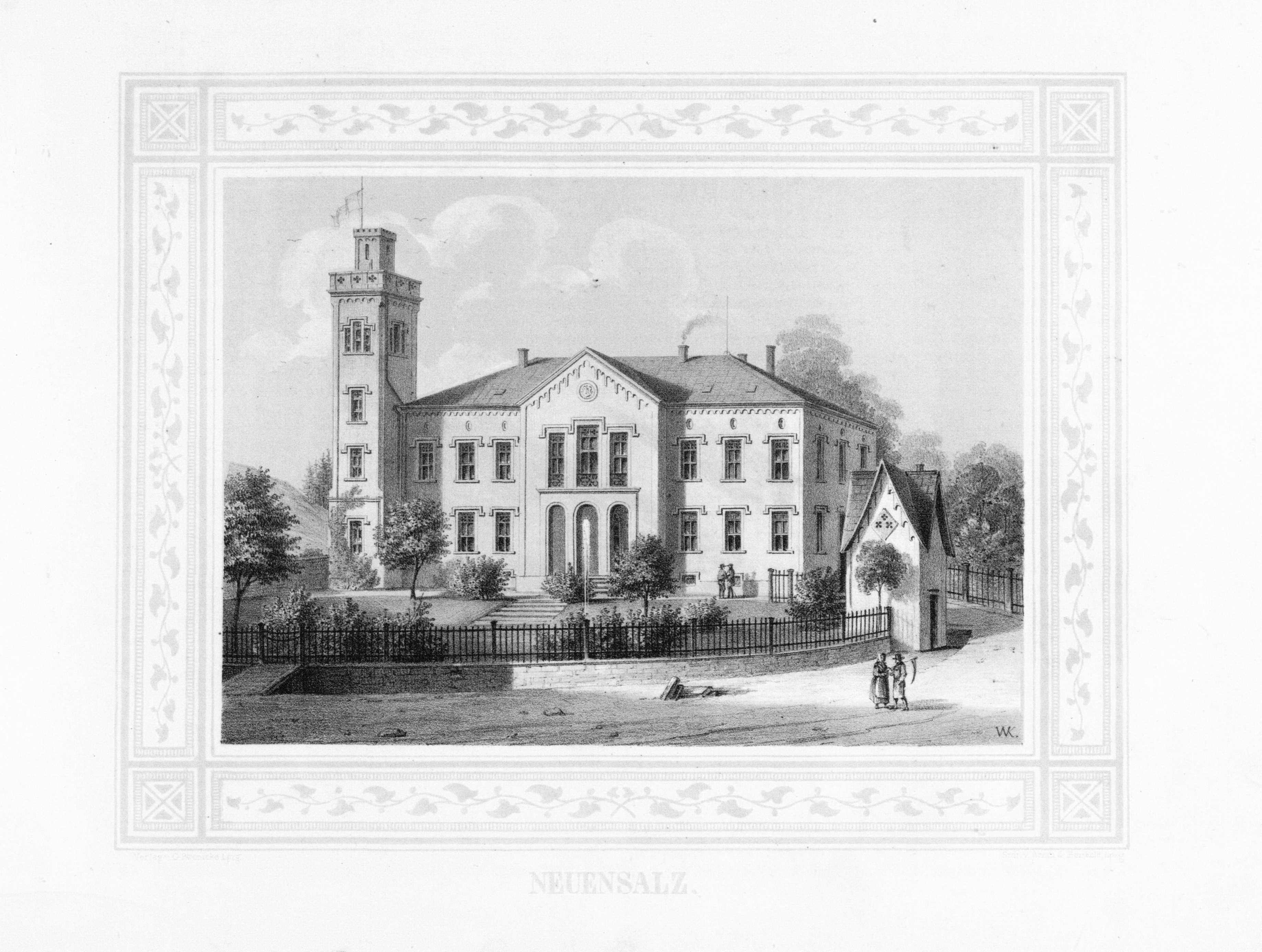
Schloss Neuensalz, Darstellung der 1850er Jahre im Album der Rittergüter und Schlösser im Königreiche Sachsen

Nach dem Tod seines Vaters im Jahr 1843, des Dresdner akademischen Mediziners Burkhard Wilhelm Seiler, erwarb Wilhelm Otto Seiler am 1. April 1844 von den Erben des ebenfalls 1843 verstorbenen Gutsbesitzers Heinrich Leopold von Beust die Rittergüter Neuensalz und Zobes für 65.000 Taler. Nachdem das Schloss 1851 niederbrannte, ließ er an anderer Stelle auf seinem Areal ein neues erbauen.
Als Abgeordneter der Rittergutsbesitzer vom Vogtländischen Kreis war er von der Sitzungsperiode 1851/1852 bis zur Sitzungsperiode 1866–1868 Mitglied der Zweiten Kammer des Sächsischen Landtags. Im Jahr 1865 wurde Seiler mit dem Ritterkreuz des Sächsischen Verdienstordens ausgezeichnet.
Bei einer Nachwahl am 30. März 1869 im vogtländischen Wahlkreis Plauen während der 1. Legislaturperiode des Reichstags des Norddeutschen Bundes unterlag Seiler knapp dem publizistisch sehr aktiv gewordenen Berliner Arbeiterschriftsteller Max Hirsch. Die durch den Plauener Wahlleiter verfügte Nichtwertung einiger Hirsch-Stimmen führte dazu, dass Seiler zunächst als gewählt proklamiert wurde. Eine Wahlprüfungsdebatte im Reichstag am 12. April 1869 fiel zugunsten Hirschs aus.
Erneut als Abgeordneter der Rittergutsbesitzer vom Vogtländischen Kreis war Seiler von der Sitzungsperiode 1871–1873 bis zur Sitzungsperiode 1883/1884 nunmehr Mitglied der Ersten Kammer des Sächsischen Landtags.
Otto Seiler verkaufte 1885 die Rittergüter Neuensalz und Zobes. Er starb 1896 im Alter von 78 Jahren auf Gut Noßwitz bei Elsterberg.